# Çelenuşağı, Kozan
Çelenuşağı là một xã thuộc huyện Kozan, tỉnh Adana, Thổ Nhĩ Kỳ. Dân số thời điểm năm 2009 là 184 người.